# Les Hauts de Hurlevent (film, 2011)
Pour les articles homonymes, voir Les Hauts de Hurlevent (homonymie).
Pour plus de détails, voir Fiche technique et Distribution.
Les Hauts de Hurlevent (titre original anglais : Wuthering Heights) est un drame romantique britannique réalisé par Andrea Arnold et librement adapté du livre Les Hauts de Hurlevent d'Emily Brontë. Le film est sorti le 11 novembre 2011 au Royaume-Uni et le 5 décembre 2012 en France.

## Synopsis
En visite à Liverpool, Monsieur Earnshaw, un fermier habitant sur une colline du Yorkshire dans le nord de l'Angleterre,
découvre dans les rues un garçon sans-abri nommé Heathcliff. Il le ramène chez lui, dans les landes isolées et venteuses du Yorkshire, afin qu'il vive au sein de sa famille. Le fermier élève seul ses deux enfants, Hindley Earnshaw (joué par Lee Shaw) et Catherine "Cathy" Earnshaw (rôle joué tour à tour par Shannon Beer et Kaya Scodelario).
Le fermier favorise Heathcliff par rapport à son propre fils Hindley. Cathy protège alors Heathcliff de la violence du frère raciste. Heathcliff finira par développer une relation obsessionnelle avec la fille du fermier,,. Cette histoire dramatique du début du XIXe siècle dans la campagne anglaise est inspirée de l'unique roman d'Emily Brontë.

## Fiche technique
- Titre : Les Hauts de Hurlevent
- Titre original : Wuthering Heights
- Réalisation : Andrea Arnold
- Scénario : Andrea Arnold, Olivia Hetreed d'après l'œuvre d'Emily Brontë
- Directeur de la photographie : Robbie Ryan
- Montage : Nicolas Chaudeurge
- Décor : Helen Scott
- Costume : Steven Noble
- Producteur : Robert Bernstein, Douglas Rae et Kevin Loader
  - Producteur exécutif : Hugo Heppell, Adam Kulick et Tessa Ross
- Production : HanWay Films, Ecosse Film et Film4
- Distribution : Diaphana Distribution
- Pays :  Royaume-Uni
- Genre : Drame romantique
- Durée : 129 minutes
- Sortie :
  -  Royaume-Uni : 11 novembre 2011
  -  Belgique : 2 mai 2012
  -  États-Unis : 5 octobre 2012
  -  France : 5 décembre 2012

## Distribution
- James Howson : Heathcliff
- Kaya Scodelario : Catherine Earnshaw
- Nichola Burley : Isabella Linton
- Oliver Milburn : M. Linton
- Steve Evets : Joseph
- Lee Shaw : Hindley Earnshaw
- Amy Wren : Frances Earnshaw
- Solomon Glave : Heathcliff jeune
- Shannon Beer : Catherine Earnshaw jeune
- Simone Jackson : Ellen "Nelly" Dean
- James Northcote : Edgar Linton
- Paul Hilton : M. Earnshaw
- Jonny Powell : Edgar Linton jeune
- Eve Coverley : Isabella Linton jeune
- Paul Murphy : Avocat
- Richard Guy : Robert
- Michael Hughes : Hareton Earnshaw

## Récompense
- 2012 : Prix technique d'honneur à Robbie Ryan pour sa photographie au Evening Standard British Film Awards